# Brügg
Brügg är en ort och kommun i distriktet Biel i kantonen Bern, Schweiz. Kommunen har 4 543 invånare (2023).